# Mamochisane
Mamochisane [Mamočisane] je bila kraljica plemena Makololo. Vladala je na području današnje zapadne Zambije. Postala je kraljica Loza udajom za Sipopu Lutangua.

## Biografija
Mamochisane je bila kćer kralja Sebetwanea. On je bio veliki vladar. Naslijedila ga je nakon njegove smrti 1851. kao vladarica. Bila je prijateljica istraživača Davida Livingstonea.
Međutim, Mamochisane je odstupila s vlasti u korist svog polubrata Sekeletua, koji je bio gubavac. To je učinila jer je htjela imati stabilnu obitelj i jer je tako obranila bratovu čast. Naime, njezin drugi polubrat, Mpepe, bio je neprijatelj Sekeletua, a Mamochisane je ovako zaštitila brata.
Mamochisane je imala polunećaka Litalija - on je bio sin Sekeletua.